# Трощин (Польща)
Трощин (пол. Troszczyn, нім. Wiesenhauland) — село в Польщі, у гміні Опалениця Новотомиського повіту Великопольського воєводства.
Населення — 284 особи (2011).
У 1975—1998 роках село належало до Познанського воєводства.

## Демографія
Демографічна структура станом на 31 березня 2011 року:
|          | Загалом | Допрацездатний вік | Працездатний вік | Постпрацездатний вік |
| -------- | ------- | ------------------ | ---------------- | -------------------- |
| Чоловіки | 137     | 35                 | 87               | 15                   |
| Жінки    | 147     | 34                 | 91               | 22                   |
| Разом    | 284     | 69                 | 178              | 37                   |